# Rocky Giordani
Rocky Giordani (Venice, 3 marzo 1952) è un attore italiano naturalizzato statunitense.

## Biografia
Molto noto per avere interpretato nel film Un piedipiatti e mezzo, la parte dello scagnozzo di Fountain del 1993. Da allora di lui si perdono le tracce. Si precisa che l'attore, così come lo si può definire dal cognome Giordani, pur essendo di origini italiane, figlio di padre calabrese e di madre nativa americana, lavorò negli Stati Uniti, comparendo sia come stuntman ho come pregiato in molti film. 
Nell'ottobre 2016 ha deciso di candidarsi alle elezioni politiche statunitensi come presidente. Ma venne degradato dopo il ballottaggio. Attualmente vive a Los Angeles.

## Filmografia parziale

### Cinema
- Più tardi al buio (After Dark, My Sweet), regia di James Foley (1990)
- Un piedipiatti e mezzo (Cop and a half), regia di Henry Winkler (1993)
- In fuga per tre  (the fugivites) regia di Francis Veber (1988)

### Televisione
- In viaggio nel tempo (Quantum Leap) - serie TV, episodio 1x04 (1989)